# Futebol nos Jogos Pan-Americanos de 2007 - Masculino
O torneio masculino de futebol nos Jogos Pan-Americanos de 2007 ocorreu entre 14 e 27 de julho. Doze equipes participaram do evento.

## Medalhistas
|  | ECU Equador |  | JAM Jamaica |  | MEX México |
|  | Maximo Banguera Wilson Folleco Deison Méndez Roberto Castro Jefferson Pinto Hamilton Chasi Jesús Alcivar Jefferson Montero Edmundo Zura Alex Alcivar Fabricio Guevara Germán Vera Carlos Alfredo Harrinson Gómez Eduardo Bone Israel Chango Fidel Martínez Pablo Ochoa |  | Dwayne Miller Andrae Campbell Ajuran Brown Jermaine Jarrett Ricardo Cousins Eric Vernon Kemmar Daley James Thomas Edward Campbell Obrian Woodbine Duwayne Kerr Alanzo Adlam Dawyne Smith John-Ross Doyley Norman Bailey Damaine Thompson Troy Smith Draion McNain |  | Sergio Javier Arias Christian Sánchez Marco Iván Pérez Hugo Ayala José Óscar Recio Alejandro Berber Raul Martínez Rodolfo Salinas Enrique Alejandro Esqueda Moises Adrián Velasco Emmanuel Cerda Aaron Fernández Ever Arsénio Gúzman José Jonathan Piña Eduardo Barron Mario Gallegos Jorge Emmanuel Torres Rodolfo del Real |

## Formato
As doze equipes foram divididas em três grupos de quatro equipes. Cada equipe jogou contra as outras do mesmo grupo, totalizando três jogos. Os campeões de cada grupo mais o melhor segundo colocado classificaram-se a semifinais. Nas semifinais, os vencedores disputaram a final e os perdedores lutaram pela medalha de bronze.

## Resultados

### Primeira fase

#### Grupo A
| Pos | Equipe     | Pts | J | V | E | D | GP | GC | SG |
| --- | ---------- | --- | - | - | - | - | -- | -- | -- |
| 1   | Equador    | 7   | 3 | 2 | 1 | 0 | 8  | 5  | +3 |
| 2   | Brasil     | 6   | 3 | 2 | 0 | 1 | 7  | 4  | +3 |
| 3   | Honduras   | 3   | 3 | 1 | 0 | 2 | 4  | 7  | -3 |
| 4   | Costa Rica | 1   | 3 | 0 | 1 | 2 | 2  | 5  | -3 |

| 15 de julho de 2007 11:15 | Equador   | 1 – 1 | Costa Rica | Centro Esportivo Miécimo da Silva |
|                           | Ochoa 32' |       | Brenes 13' | Árbitro: ARG Pablo Lunati         |

| 15 de julho de 2007 15:30 | Brasil                            | 3 – 0 | Honduras | Estádio Olímpico João Havelange |
|                           | Lulinha 22' (pen), 66', 90' (pen) |       |          | Árbitro: URU Fernando Cabrera   |

| 18 de julho de 2007 15:30 | Brasil                         | 2 – 0 | Costa Rica | Estádio Olímpico João Havelange |
|                           | Maicon 18' · Alex Teixeira 24' |       |            | Árbitro: CHI Pablo Pozo         |

| 18 de julho de 2007 18:15 | Honduras                         | 2 – 3 | Equador                                   | Centro de Futebol Zico         |
|                           | Martínez 10' · Leverón 65' (pen) |       | Zura 11' · Castro 20' (g.c.) · Chango 67' | Árbitro: PAR Atilio Invernizzi |

| 21 de julho de 2007 15:00 | Brasil                         | 2 – 4 | Equador                                        | Estádio do Maracanã       |
|                           | Júnior 37' · Alex Teixeira 71' |       | Chasi 45' · Zura 47' · Montero 62' · Ochoa 86' | Árbitro: ARG Pablo Lunati |

| 21 de julho de 2007 15:00 | Costa Rica | 1 – 2 | Honduras               | Centro Esportivo Miécimo da Silva |
|                           | Brenes 10' |       | Leveron 21' (pen), 34' | Árbitro: BOL Joaquín Antequera    |

#### Grupo B
| Pos | Equipe         | Pts | J | V | E | D | GP | GC | SG |
| --- | -------------- | --- | - | - | - | - | -- | -- | -- |
| 1   | Bolívia        | 7   | 3 | 2 | 1 | 0 | 7  | 3  | +4 |
| 2   | México         | 7   | 3 | 2 | 1 | 0 | 5  | 1  | +4 |
| 3   | Estados Unidos | 3   | 3 | 1 | 0 | 2 | 4  | 7  | -3 |
| 4   | Venezuela      | 0   | 3 | 0 | 0 | 3 | 1  | 6  | -5 |

| 15 de julho de 2007 14:00 | México      | 1 – 1 | Bolívia       | Centro Esportivo Miécimo da Silva |
|                           | Esqueda 63' |       | Gutiérrez 26' | Árbitro: PER Héctor Pacheco       |

| 15 de julho de 2007 18:15 | Estados Unidos               | 2 – 1 | Venezuela        | Centro de Futebol Zico           |
|                           | McCarthy 50' · Warshaw 90+3' |       | Flores 76' (pen) | Árbitro: BRA Héber Roberto Lopes |

| 18 de julho de 2007 15:00 | Bolívia                                      | 4 – 2 | Estados Unidos    | Centro Esportivo Miécimo da Silva |
|                           | Pinedo 47', 81' · Fierro 56' · Gutiérrez 63' |       | Gonzalez 34', 41' | Árbitro: BRA Wagner Tardelli      |

| 18 de julho de 2007 18:15 | México                   | 2 – 0 | Venezuela | Estádio Olímpico João Havelange |
|                           | Velasco 2' · Esqueda 14' |       |           | Árbitro: ECU Carlos Vera        |

| 21 de julho de 2007 10:00 | Estados Unidos | 0 – 2 | México                     | Estádio do Maracanã           |
|                           |                |       | del Real 75' · Esqueda 78' | Árbitro: URU Fernando Cabrera |

| 21 de julho de 2007 10:00 | Venezuela | 0 – 2 | Bolívia        | Centro de Futebol Zico      |
|                           |           |       | Fierro 7', 32' | Árbitro: CRC Ricardo Cerdas |

#### Grupo C
| Pos | Equipe    | Pts | J | V | E | D | GP | GC | SG |
| --- | --------- | --- | - | - | - | - | -- | -- | -- |
| 1   | Jamaica   | 9   | 3 | 3 | 0 | 0 | 7  | 0  | +7 |
| 2   | Colômbia  | 4   | 3 | 1 | 1 | 1 | 1  | 1  | 0  |
| 3   | Argentina | 2   | 2 | 0 | 2 | 1 | 1  | 3  | -2 |
| 4   | Haiti     | 1   | 3 | 0 | 1 | 2 | 1  | 6  | -5 |

| 15 de julho de 2007 15:30 | Colômbia | 0 – 1 | Jamaica   | Centro de Futebol Zico  |
|                           |          |       | Daley 76' | Árbitro: CHI Pablo Pozo |

| 15 de julho de 2007 18:15 | Argentina   | 1 – 1 | Haiti       | Estádio Olímpico João Havelange |
|                           | Mazzola 37' |       | Mechack 33' | Árbitro: BRA Alício Pena Júnior |

| 18 de julho de 2007 12:30 | Jamaica        | 2 – 0 | Argentina | Centro Esportivo Miécimo da Silva |
|                           | Daley 80', 90' |       |           | Árbitro: PER Héctor Pacheco       |

| 18 de julho de 2007 15:30 | Haiti | 0 – 1 | Colômbia     | Centro de Futebol Zico               |
|                           |       |       | Nazarith 54' | Árbitro: BRA Paulo César de Oliveira |

| 21 de julho de 2007 12:30 | Jamaica                                          | 4 – 0 | Haiti | Centro de Futebol Zico       |
|                           | Thomas 2' · Doyley 18' · Daley 26' · Cousins 67' |       |       | Árbitro: BRA Djalma Beltrame |

| 21 de julho de 2007 12:30 | Argentina | 0 – 0 | Colômbia | Centro Esportivo Miécimo da Silva |
|                           |           |       |          | Árbitro: BRA Héber Roberto Lopes  |

### Fase final
|  | Semifinais                    | Semifinais                    |   |                               | Final                         | Final |  |
|  |                               |                               |   |                               |                               |       |  |
|  | 24 de julho, 15:30 - Maracanã |                               |   |                               |                               |       |  |
|  | Jamaica                       | 0 (5)                         |   |                               |                               |       |  |
|  | México                        | 0 (4)                         |   |                               |                               |       |  |
|  |                               |                               |   |                               |                               |       |  |
|  |                               |                               |   |                               | 27 de julho, 15:00 - Maracanã |       |  |
|  |                               |                               |   |                               | Jamaica                       | 1     |  |
|  |                               | Equador                       | 2 |                               |                               |       |  |
|  |                               |                               |   |                               |                               |       |  |
|  |                               |                               |   |                               |                               |       |  |
|  |                               |                               |   |                               | 3º lugar                      |       |  |
|  | 24 de julho, 19:00 - Maracanã | 24 de julho, 19:00 - Maracanã |   | 27 de julho, 12:00 - Maracanã | 27 de julho, 12:00 - Maracanã |       |  |
|  | Bolívia                       | 0                             |   | México                        | 1                             |       |  |
|  | Equador                       | 1                             |   |                               | Bolívia                       | 0     |  |

#### Semifinal
| 24 de julho de 2007 15:30 | Jamaica | 0 – 0 | México | Estádio do Maracanã              |
|                           |         |       |        | Árbitro: BRA Héber Roberto Lopes |

|                                                       |       | Penalidades                                         |  |
| Thomas Woodbine T. Smith Cousins Kerr D. Smith Bailey | 5 – 4 | Sánchez Esqueda Velasco Torres Cerda Ayala del Real |  |

| 24 de julho de 2007 19:00 | Bolívia | 0 – 1 | Equador     | Estádio do Maracanã     |
|                           |         |       | Delgado 64' | Árbitro: CHI Pablo Pozo |

#### Disputa pelo bronze
| 27 de julho de 2007 12:00 | México      | 1 – 0 | Bolívia | Estádio do Maracanã      |
|                           | Esqueda 54' |       |         | Árbitro: ECU Carlos Vera |

#### Final
| 27 de julho de 2007 15:00 | Jamaica   | 1 – 2 | Equador                      | Estádio do Maracanã                  |
|                           | Vernon 5' |       | Montero 79' · Zura 84' (pen) | Árbitro: BRA Paulo César de Oliveira |

## Premiação
| Campeão Pan-Americano de 2007 |
| ----------------------------- |
| Equador (1º título)           |

### Classificação final
| Pos.              | Equipe             | Campanha (V-E-D) |
| ----------------- | ------------------ | ---------------- |
| Medalha de ouro   | ECU Equador        | (4-1-0)          |
| Medalha de prata  | JAM Jamaica        | (3-1-1)          |
| Medalha de bronze | MEX México         | (3-1-1)          |
| 4                 | BOL Bolívia        | (2-1-2)          |
| 5                 | BRA Brasil         | (2-0-1)          |
| 6                 | COL Colômbia       | (1-1-1)          |
| 7                 | HON Honduras       | (1-0-2)          |
| 8                 | USA Estados Unidos | (1-0-2)          |
| 9                 | ARG Argentina      | (0-2-1)          |
| 10                | CRC Costa Rica     | (0-1-2)          |
| 11                | HAI Haiti          | (0-1-2)          |
| 12                | VEN Venezuela      | (0-0-3)          |